# PURE BEST
『PURE BEST』（ピュアベスト）は、中谷美紀2枚目のベスト・アルバム。2001年9月27日にフォーライフ・レコードより規格品番：FLCF-3885にて発売された。

## 概要
2001年9月27日にフォーライフ・レコードから10作が一斉にリリースされた企画盤の中の一つ。PURE BESTシリーズの作品は忘れられない歌、振り返りたい記憶を完全保存する目的で、長年にわたりJ-POPシーンをリードしてきたビッグアーティストのヒット曲を余すところ無く収録したベスト・アルバムシリーズ。中谷以外では、杏里・泉谷しげる・今井美樹・坂本龍一・ZOO・原田真二・RAZZ MA TAZZ・憂歌団・吉田拓郎の9組で、全て完全生産限定盤としてリリースされた。

## 収録曲
特記以外作曲・編曲：坂本龍一
1. 砂の果実
  - 作詞：売野雅勇
2. MIND CIRCUS
  - 作詞：売野雅勇
3. いばらの冠
  - 作詞：松本隆
4. STRANGE PARADISE（Paradise Mix）
  - 作詞：売野雅勇
5. 水族館の夜
  - 作詞：松本隆
6. 逢いびきの森で
  - 作詞・作曲・編曲：小西康陽
7. 天国より野蛮～WILDER THAN HEAVEN～
  - 作詞：売野雅勇
8. my best of love
  - 作詞・作曲：大貫妙子
9. 鳥籠の宇宙
  - 作詞：中谷美紀
10. キノフロニカ
  - 作詞：売野雅勇
11. 天国より野蛮（DJ KRUSH mix）
12. いばらの冠（Buffalo Daughter mix）
13. 砂の果実（larmes ameres）